# Annexes de la Bibliothèque nationale à Versailles
De 1930 à 1998, la Bibliothèque nationale [BN] (devenue Bibliothèque nationale de France en 1994) utilise des bâtiments annexes à Versailles.
La décision d'installer des annexes à Versailles est liée au manque de place au sein du « quadrilatère Richelieu », mais elle est favorisée par les plans de relance engagés pour combattre la crise économique de 1929. Les travaux commencent en novembre 1932. Le « quartier Noailles » avait d'abord été promis à la Bibliothèque nationale, avec le projet d'y installer cinq dépôts et une salle de lecture, mais la BN se voit seulement attribuer le « quartier Montbauron », soit une superficie divisée par deux, ce qui ne permet de construire que trois dépôts. Michel Roux-Spitz, architecte en chef de la Bibliothèque nationale, met en chantier les deux bâtiments A et B. Le premier, ouvert en 1934, sert à mettre des documents a priori peu consultés : des journaux de province, des bulletins paroissiaux, des brevets et des doubles. Commencé avant la Guerre, le bâtiment B est mis en service en 1954 : sur 16 km de rayonnages, il accueille des périodiques récents.
À partir de 1946, une navette régulière de documents est instaurée par camionnette entre Versailles et le site parisien.
Un service central des prêts, créé au sein du ministère de l'Instruction publique, est transféré en 1922 à la Bibliothèque nationale. Ce service a pour mission d'envoyer, selon les demandes, les doubles constitués par la BN aux autres bibliothèques françaises. S'appuyant surtout sur les collections conservées à Versailles, le centre ne parvient toutefois à répondre qu'à une petite moitié des demandes reçues. En 1974, il prend le nom de Bibliothèque nationale centrale de prêt.
André Chatelin, successeur de Michel Roux-Spitz, conçoit le troisième ensemble, dit bâtiment C, en 1968 : cette dernière construction comporte dix étages et offre 60 km de rayonnages denses. Ce nouveau magasin accueille aussi des périodiques et des documents imprimés en double, il sert aussi à stocker les publications éditées par la Bibliothèque nationale.
L'annexe de Versailles s'adjoint une salle de lecture qui, à partir de 1981, est ouverte tous les jours.
En 1977, la « Bibliothèque nationale centrale de prêt » devient, sous le nom de « Centre national de prêt », l'un des cinq centres techniques gérés par la BN mais qui doivent fonctionner en symbiose avec les grandes bibliothèques du pays. Les missions du Centre sont étendues au prêt d'ouvrages à des bibliothèques étrangères. À la même période, la Délégation interministérielle à l'aménagement du territoire et à l'attractivité régionale (Datar), dans le cadre d'un programme tendant à relocaliser en province certains services publics implantés en Île-de-France, monte un projet tendant à installer le Centre national de prêt à Troyes, mais ce projet n'aboutit pas,.
Avec la construction du nouveau site à Tolbiac, le Centre national de prêt ferme en 1996 et les dernières collections versaillaises déménagent en 1998.
Aujourd'hui le site est à l'abandon, les bâtiments tagués et partiellement inondés (le second bâtiment ayant ses sous-sols étant inondés). Il n'y a pour l'instant pas de projet de réhabiliation en cours.